# 1942-es Tour de Hongrie
A 1942-ben a Tour de Hongrie-t a második világháború ellenére 1937. után ismét, tizenkettedik alkalommal rendezte meg a Magyar Kerékpáros Szövetség. A második bécsi döntés után a verseny ezúttal Erdélybe is eljutott. A viadalra melyet három szakaszban 570 km hosszan rendeztek meg, 36 versenyző nevezett. Az összetett verseny élcsoportjának végeredménye már az első szakasz után kialakult.

## Szakaszok
| Szakasz | Végpontok | Végpontok | Hossz  |                 | Jelleg            | Időpont              | Győztes          |
| Szakasz | Rajt      | Cél       | Hossz  |                 | Jelleg            | Időpont              | Győztes          |
| ------- | --------- | --------- | ------ | --------------- | ----------------- | -------------------- | ---------------- |
| 1.      | Kispest   | Nagyvárad | 270 km | sík szakasz     | sík szakasz       | június 27., szombat  |                  |
| 2.      | Nagyvárad | Kolozsvár | 150 km | közepes szakasz | sík/hegyi szakasz | június 28., vasárnap | Liszkai István   |
| 3.      | Kolozsvár | Nagyvárad | 150 km | közepes szakasz | sík/hegyi szakasz | június 29., hétfő    | Gyurkovics János |

### Útvonal
1. szakasz: Kispest –  Cegléd – Szolnok – Karcag – Berettyóújfalu – Nagyvárad
2. szakasz: Nagyvárad – Királyhágó – Kolozsvár
3. szakasz: Kolozsvár – Nagyvárad

## Az összetett verseny végeredménye
|     | Versenyző        | Csapat           | Idő         |
| --- | ---------------- | ---------------- | ----------- |
| 1.  | Barvik Ferenc    | Ferencvárosi TC  | 18h 26' 29" |
| 2.  | Gere Gyula       | Postás SE        | + 02"       |
| 3.  | Irházi Mihály    | Sólyom KE        | + 09"       |
| 4.  | Vida Tibor       | Ferencvárosi TC  | + 40"       |
| 5.  | Nótás Károly     | Postás SE        | + 1' 19"    |
| 6.  | Kőszegi Károly   | BSZKRT           | + 3' 15"    |
| 7.  | Gyurkovics János | Weiss Manfréd TK | + 12' 23"   |
| 8.  | Szalai           | Postás SE        | + 12' 32"   |
| 9.  | Liszkai István   | Törekvés         | + 12' 33"   |
| 10. | Ladányi          | Magyar AC        | + 16' 44"   |